# Olli-Pekka Karjalainen

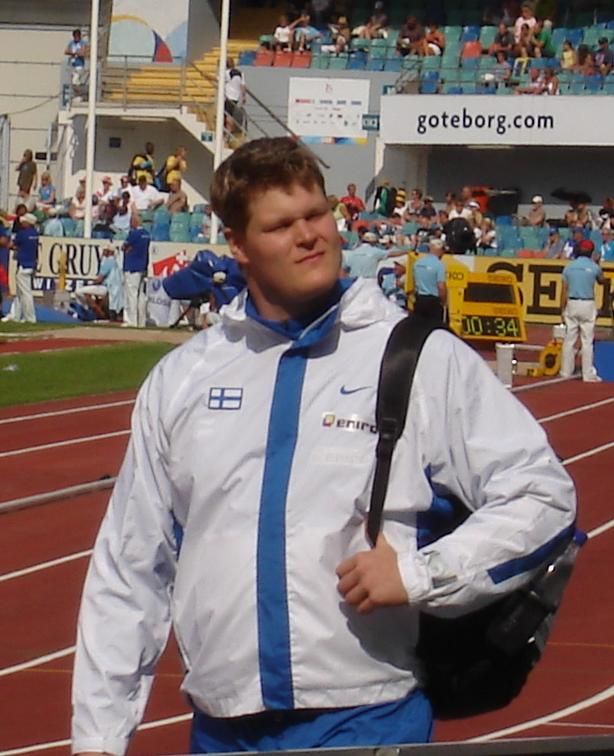
Olli-Pekka Karjalainen (2006)

Olli-Pekka Karjalainen (Olli-Pekka Tapio Karjalainen; * 7. März 1980 in Töysä) ist ein ehemaliger finnischer Hammerwerfer.
Der Juniorenweltmeister 1998 und Junioreneuropameister 1999 im Hammerwurf nahm dreimal an Olympischen Spielen teil (2000 in Sydney, 2004 in Athen und 2008 in Peking), verpasste aber bei den ersten beiden das Finale. 
Bei den Weltmeisterschaften 1999 in Sevilla und 2001 in Edmonton erreichte er jeweils den Vorkampf, konnte als Elfter und Zehnter aber nicht die letzten drei Versuche erreichen. Dies gelang ihm 2005 in Helsinki, als er WM-Fünfter wurde.
Nachdem er bei den Europameisterschaften 2002 in München den achten Platz belegt hatte, wurde Karjalainen 2005 bei den Weltmeisterschaften in Helsinki Vierter, nachdem der wiederholte belarussische Dopingsünder Iwan Zichan nachträglich disqualifiziert worden war. Bei den Europameisterschaften 2006 in Göteborg gelang ihm der Griff zur Goldmedaille. Auch hier musste jedoch zunächst der wiederholt überführte belarussische Dopingsünder Iwan Zichan nachträglich disqualifiziert werden.
Bei den Weltmeisterschaften 2007 in Osaka wurde er Neunter, bei den Olympischen Spielen 2008 in Peking Sechster. 2009 schied er bei den Weltmeisterschaften in Berlin in der Qualifikation aus.
Seine Bestweite von 83,30 m stellte er am 14. Juli 2004 in Lahti auf. Ab 1998 gewann Karjalainen 15 finnische Meistertitel in Folge.
Olli-Pekka Karjalainen ist 1,94 m groß und wog zu seiner aktiven Zeit 115 kg. 2013 beendete er seine Karriere.